# Gran procesión meteórica de 1913
El 9 de febrero de 1913, se informó de un fenómeno meteórico significativo desde lugares de todo Canadá, el noreste de los Estados Unidos, las Bermudas y desde muchos barcos en el mar hasta el sur de Brasil, lo que dio un total de registros terrestres de más de 7 000 millas, y se hizo conocida como la Gran procesión meteórica de 1913 o La lluvia cirílica (The Cyrillid Shower en inglés). Los meteoros fueron particularmente inusuales porque no había ningún radiante aparente, el punto en el cielo desde el cual los meteoros generalmente parecen originarse. Las observaciones fueron analizadas en detalle, más tarde ese mismo año, por el astrónomo Clarence Chant, llevándolo a concluir que como todos los relatos estaban posicionados a lo largo de un arco de un gran círculo, la fuente había sido un pequeño satélite temporal de la Tierra de corta duración.
John A. O'Keefe, quien realizó varios estudios sobre el evento, propuso que los meteoros deberían denominarse cirílicos, en referencia al día festivo de Cirilo de Alejandría (9 de febrero en el calendario católico romano de 1882 a 1969).

## Acontecimientos del 9 de febrero
La tarde del 9 de febrero estuvo nublada en gran parte del densamente poblado noreste de Estados Unidos, lo que significa que unos 30 millones de observadores potenciales en su mayoría desconocían el fenómeno. Sin embargo, más de cien informes individuales, en su mayoría de áreas más remotas de Canadá, fueron recopilados posteriormente por Clarence Chant, y otros investigadores desenterraron observaciones adicionales. Alrededor de las 21 horas (horario del este de América del Norte), los testigos se sorprendieron al ver una procesión de entre cuarenta y sesenta bolas de fuego brillantes y de movimiento lento, moviéndose de horizonte a horizonte en una trayectoria prácticamente idéntica. Las bolas de fuego individuales fueron visibles durante al menos 30 a 40 segundos, y la procesión completa tardó unos 5 minutos en cruzar el cielo. Un observador en Appin, Ontario, describió su aparición en una de las partes más orientales de su trayectoria a través de Canadá:
Apareció un enorme meteoro al noroeste que viajaba de oeste a sureste, el cual a medida que se acercaba se vio dividido en dos partes y parecía dos barras de material en llamas, una detrás de la otra. Lanzaban un flujo constante de chispas y después de pasar disparaban bolas de fuego hacia delante que viajaban más rápido que los cuerpos principales. Parecían pasar lentamente y estuvieron a la vista unos cinco minutos. Inmediatamente después de su desaparición en el sureste, una bola de fuego clara, que parecía una gran estrella, pasó por el cielo tras su paso. Esta pelota no tenía cola ni mostraba chispas de ningún tipo. En lugar de ser amarillo como los meteoritos, era claro como una estrella.
Observadores posteriores también notaron un cuerpo grande, blanco y sin cola cerrando la marcha, pero los diversos cuerpos que componían la procesión de meteoritos continuaron desintegrándose y viajando a diferentes velocidades a lo largo de su recorrido, de modo que cuando se realizaron las observaciones en las Bermudas, los cuerpos principales fueron descritos como "como grandes luces de arco en apariencia, de color ligeramente violeta", seguidos de cerca por fragmentos amarillos y rojos.
Una investigación realizada en la década de 1950 por Alexander D. Mebane descubrió varios informes en archivos de periódicos del norte de Estados Unidos. En Escanaba, Míchigan, la prensa afirmó que "muchos temían el fin del mundo" mientras numerosos meteoritos viajaban a través del horizonte norte. En Batavia, Nueva York, algunos observadores vieron los meteoros y muchas personas oyeron un ruido atronador, mientras que otros informes se hicieron en Nunda y Dansville, Nueva York (donde varios residentes nuevamente pensaron que el mundo se estaba acabando) y Osceola, Pensilvania.

## Acontecimientos del 10 de febrero
Una característica curiosa de los informes, destacada por Mebane, fue que varios parecían indicar una segunda procesión de meteoritos en el mismo curso unas cinco horas más tarde, aunque la rotación de la Tierra significaba que no había un mecanismo obvio para explicar esto. Un observador, un tal A. W. Brown de Thamesville, Ontario, informó haber visto la procesión inicial de meteoritos y una segunda en el mismo curso a las 02:20 de la mañana siguiente. El informe original de Chant también se refería a una serie de tres grupos de "objetos oscuros" que pasaron, en el mismo curso que los meteoros anteriores, de oeste a este sobre Toronto en la tarde del 10 de febrero, y que, según sugirió, eran "algo de naturaleza meteórica".

## Sonidos acompañantes
William Henry Pickering observó que en ocho estaciones de Canadá se sintió un temblor en la casa o en el suelo. En muchos otros lugares se oyeron ruidos fuertes, similares al ruido de los truenos, a veces producidos por personas que no habían visto los meteoritos. Pickering utilizó los informes de sonido para realizar una comprobación de la altura de los meteoros, que calculó en 35 millas (56,3 km).

## Análisis
El primer estudio detallado de los informes fue realizado por el astrónomo canadiense Clarence Chant, quien escribió sobre los meteoritos en el volumen 7 de la Revista de la Real Sociedad Astronómica de Canadá. La órbita fue analizada posteriormente por Pickering y G. J. Burns, quienes concluyeron que era esencialmente satelital. Aunque esta explicación fue posteriormente atacada por Charles Wylie, quien intentó demostrar que la lluvia tenía un radiante, estudios posteriores de Lincoln LaPaz (quien criticó los métodos de Wylie como "no científicos") y John O'Keefe mostraron que los meteoros probablemente habían representado un cuerpo, o un grupo de cuerpos, que habían sido capturados temporalmente en órbita alrededor de la Tierra antes de desintegrarse.
O'Keefe sugirió más tarde que los meteoritos, a los que se refirió como "cirílicos", podrían haber representado de hecho el último remanente de un anillo circunterrestre, formado a partir de los desechos de un supuesto volcán lunar. Esta teoría fue un desarrollo de la inusual hipótesis de O'Keefe sobre el origen de las tectitas.